# ロマン・シシュキン
ロマン・アレクサンドロヴィチ・シシュキン（ロシア語ラテン翻字: Roman Aleksandrovich Shishkin, 1987年1月27日 - ）は、ロシアの元サッカー選手。現役時代のポジションはディフェンダー。

## 経歴

### クラブ
地元のFCファーケル・ヴォロネジの下部組織を経て、FCスパルタク・モスクワの下部組織へ移籍。2004年、当時のネヴィオ・スカラ監督に見い出され、17歳でプロデビュー。特にウラジーミル・フェドートフ監督には重宝され、2007年は26試合に出場した。
ミカエル・ラウドルップ監督が就任すると出場機会が減少し始め、2009年にはクリリヤ・ソヴェトフ・サマーラへレンタルで加入していた。ここでは守備的MFを経験し、プレーの幅を広げた。翌年スパルタク・モスクワへ復帰するも、構想外という扱いは変わっておらず、2010年7月6日、FCロコモティフ・モスクワへ完全移籍。

### 代表
2006年11月15日のマケドニア戦でA代表初招集を受け、2007年3月24日のエストニア戦 (2-0)で初キャップを刻んだ。その後代表から疎遠となっていたが、ロコモティフ・モスクワでの活躍がフース・ヒディンク監督に再評価され、2010年11月には約2年半ぶりの代表復帰も果たした。
2012年5月11日、EURO2012に向けた代表候補の26人に選出されたものの、同月24日に胃の不調により、メンバーから離脱することになった。

## 所属クラブ
- FCスパルタク・モスクワ 2004-2010
  - →  クリリヤ・ソヴェトフ・サマーラ 2009
- FCロコモティフ・モスクワ 2010-2017
  - →  FCクラスノダール 2017
- FCクラスノダール 2017-2019
  - →  クリリヤ・ソヴェトフ・サマーラ 2019
- FCトルペド・モスクワ 2019
- FCスパルタク-2・モスクワ 2020
- FCズナムヤ・ノギンスク 2020-2022